# Alejandro de Trebisonda
Alejandro Gran Comneno o Escantario Gran Comneno (en griego: Ἀλέξανδρος/Σκαντάριος Κομνηνός) fue coemperador del Imperio de Trebisonda, primero con su padre Alejo IV de Trebisonda y luego, después de varios años en el exilio, con su hermano Juan IV.

## Biografía
Alejandro fue el segundo hijo del emperador Alejo IV de Trebisonda y de su esposa, Teodora Cantacucena. Durante el reinado de su padre, su hermano mayor, Juan IV, intentó deponer a Alejo IV y, en su defecto, huyó a Georgia; Alejo IV nombró a Alejandro coemperador. Sin embargo, en 1429 Juan IV regresó a Trebisonda y tomó el control del Imperio. Alejo IV fue asesinado por los partidarios de su hermano y Alejandro fue desterrado de Trebisonda; se fue a Constantinopla a vivir con su hermana María. Cuando el viajero castellano Pedro Tafur lo conoció en octubre de 1429 en Constantinopla, registró los rumores que «dicen que sus relaciones [con Alejandro] con ella son deshonestas».
Desde Constantinopla, Pero Tafur viajó a Trebisonda (donde conoció al hermano de Alejandro, Juan IV), luego viajó a Caffa antes de volver sobre sus pasos hacia Venecia. En su viaje de regreso, Tafur se detuvo en Mitilene en la isla de Lesbos, donde se encontró nuevamente con Alejandro. En esta visita descubrió que Alejandro se había casado con María, hija del señor genovés de Lesbos, Dorino I Gattilusio; según Tafur, Alejandro «estaba preparando barcos para partir hacia Trebisonda contra su hermano». Tafur le comunicó la noticia a Alejandro de que Juan IV había concluido una alianza con «el turco», que se había sellado con el matrimonio de Juan IV con «una hija de un turco», y que sería perjudicial para todos hacer la guerra.
Otros informes confirman que Alejandro planeaba derrocar a su hermano. Los archivos genoveses contienen una copia de una carta enviada a Dorino I Gattilusio instándole a que hiciera lo que pudiera para lograr la paz entre Alejandro y su hermano, y ofreciéndole a Alejandro una pensión si lo hacía permitiéndole vivir donde quisiera, Mitilene, o Constantinopla. La República de Génova tenía intereses comerciales en Trebisonda que podrían verse perjudicados en una guerra civil entre los hermanos.
Los intereses genoveses cambiaron una década después. Tras la incursión de David, hermano menor de Alejandro, en Caffa en 1447, Génova hizo una oferta para apoyar los esfuerzos de Alejandro por recuperar el trono. Sin embargo, cuando se escribió la carta (1451), Alejandro y Juan IV aparentemente se habían reconciliado: Alejandro, María y su hijo vivían ahora en Trebisonda. Michel Kuršanskis incluso sugiere que Juan IV, que desconfiaba de su hermano menor, había nombrado a Alejandro coemperador, y más tarde designó al joven Alejo V su heredero.
Alejandro murió en algún momento antes de la muerte de su hermano Juan IV en 1459.

## Matrimonio y descendencia
Alejandro y María tenían un hijo conocido, Alejo V. Después de la caída de Trebisonda, según Laónico Calcocondilas, María fue llevada al harén del sultán Mehmed II por un tiempo porque «se decía que era una de las mujeres más hermosas y atractivas». Pero es dudoso que el joven sultán se casara con una mujer que tenía casi 50 años en ese momento, además de viuda. Se sabe que muchas mujeres que vivían en el harén imperial no eran esposas del sultán, si no concubinas. El sultán tomó a Alejo V y lo convirtió en un paje de la Sublime Puerta, «segundo en estatus después del hermano de Murad, un niño de Bizancio». No está claro si Alejo V fue ejecutado con su tío David en 1463.